# Метро линија М1
Линија 1 (званично: Миленијумска подземна железница, Метро 1 или М1) је најстарија линија метроа у Будимпешти, изграђена од 1894. до 1896. Локално је познат као „мало подземље“, док се М2, М3 и М4 зову „метро“. Била је то прва подземна железница на европском копну и друга најстарија подземна железница на свету након лондонске. Завршена је до априла 1896., а свечано ју је отворио цар Аустроугарске Франц Јозеф 3. маја 1896.
Линија 1 иде североисточно од центра града на страни Пеште испод Андрашија Градског парка. Као и линија 3, не опслужује Будим. Његов дневни промет се процењује на 80.000 путника. 

## Историја

### Оригинална линија из 1896.
Линија 1 је најстарија линија метроа у Будимпешти, која је стално у функцији од 1896. Линију је 2. маја 1896., поводом хиљадугодишњице доласка Мађара,  отворио цар Франц Јозеф. 
Првобитна сврха прве линије метроа била је да олакша превоз до Варошлигета (Градског парка) дуж Андрашија без изградње површинског транспорта који утиче на улични пејзаж. Народна скупштина је прихватила план метроа 1870., а локална мађарска подружница је ангажована за изградњу, почевши од 1894. Било је потребно 2.000 радника који користе најсавременију машинерију за мање од две године. Подземни део ове деонице је у потпуности изграђен са површине. 
Линија је ишла испод Андрашија. Одатле је следила индиректна површинска поравнања кроз Варошлигет до површинске терминалне станице на станици Артези фурдо (сада станица Сечењи фурдо). Имао је једанаест станица, девет подземних и две на површинском делу кроз парк. Дужина линије је била 37 км у то време; возови су саобраћали свака два минута. Могао је да превезе чак 35.000 људи дневно (насупрот томе, данас њиме путује 103.000 људи радним даном).

### Диверзија на трг Деак Ференц 50-их
Припремајући се за планирану другу линију метроа, траса линије испод трга Деак Ференц је преусмерена како би се ублажила оштра кривина коју је диктирао првобитни распоред трга. Скретање је оставило 80 метара дугачак део првобитног тунела празан и ограђен зидом, стање у коме је био двадесетак година. 

### Доградња и реконструкција 70-их
Између 1970. и 1973. линија је била проширена и реконструисана на појединим деоницама. Најзначајније је било проширење на Мексикои ут. Ово је укључивало затварање површинске трасе кроз Варослигет, укључујући и површинске станице Алаткерт и Сечењи фурдо. Уместо тога, усвојена је нова подземна траса, која пролази испод Варошлигета и служи за нову подземну станицу у Сечењи фурдоу. Станица Аллаткерт није замењена.  
Истовремено је обновљена станица Деак Ференц да би се повезала са линијом М2, а возни парк је промењен у вишеструке јединице Ganz MFAV које и даље раде. У складу са поновном изградњом станице Деак Ференц, део тунела који је напуштен 20-ак година раније је реконструисан за смештај Музеја подземне железнице, са приступом из нове станице.  

### Реновирање 1995.
Током протеклих сто година, ниједно од реновирања није дотакло деоницу тунела испод Андрашија. Као резултат тога, инфраструктура тунела (зидови, носеће челичне конструкције, хидроизолација, пруге, архитектура станица) није се променила уопште или веома мало. Од средине осамдесетих година 20. века почеле су да показују своју старост, а озбиљна оштећења и дотрајаност условили су неопходност и хитност реконструкције. Радови на реновирању су се одвијали током планираног затварања између 15. и 18. септембра 1995.

## Возни парк
Због малог товарног профила пруге, од свог оснивања користила је веома мала возила са нископодним путничким деловима и високоподним кабинама. Пруга је увек била напајана надземним водовима, могуће крутим. Напон је различито описан као 550 или 600 волти, али тачан напон није јасан.

### 1896-1973
Линија је отворена са 20 електричних моторних вагона које је произвела мађарска подружница компанија Siemens and Halske. Вагони од 1 до 10 били су обложени лимом, док су вагони од 11 до 19 били обложени дрвеним панелима, а број 20 је био специјално дизајниран „Царев вагон“. Због ниског простора за главу доступног у тунелима линије, вагони су имали изузетно низак профил, а возач је морао да се угура у веома уску кабину. Вагони су имали спуштајућа врата, по једна врата са сваке стране, а седишта су била изнад вагона. Вагони су могли да достигну максималну брзину од 27,4 km/h.
Вагони, и моторни и приколични, повучени су из редовне употребе 1973.. Један од оригиналних вагона са дрвеним панелима одржава се у радном стању и повремено се користи у посебним превозима. По један од вагона са металним и дрвеним панелима, као и један од приколица, изложени су у Музеју подземне железнице, који је и сам направљен од оригиналне станице Деак Ференц. Остали вагони су сачувани на другим местима, укључујући један у Музеју трамваја Сишор у Кенебанкпорту у америчкој држави Мејн.

### 1971-данас
Са продужетком и реконструкцијом пруге 1970-их, нови Ganz MFAV возови су изграђени у Будимпешти. Свака јединица има 3 секције, свака са по 2 врата са сваке стране, без унутрашње везе између њих. Кабине возача налазе се изнад крајњих обртних постоља и у њих се може ући само кроз мала врата са сваке стране. Ограничења товарног габарита пруге значила су да су сви електрични подсистеми постављени изнад зглобова, између одвојених путничких одељака.

## Галерија станица
- Vörösmarty tér
- Vörösmarty tér
- Deák Ferenc tér
- Bajcsy-Zsilinszky út
- Opera
- Oktogon
- Vörösmarty utca
- Vörösmarty utca
- Kodály körönd
- Bajza utca
- Hősök tere
- Hősök tere
- tunnel
- Széchenyi fürdő
- Mexikói út